# Arije
Arius (250. do 256., Libija, ? - 336., Carigrad) je bio kršćanski svećenik rodom iz Libije. U Aleksandriji je osnovao svoj kult koji se zvao arijanstvo. Nitko nije siguran tko mu je bio učitelj, no smatra se da je vjerojatno bio učenik Lucijana Antiohijskoga. Arijev je kult učio da su Isus i Bog zasebne osobe, odnosno Krist nije isto što i Bog, već da je Sin Božji i da ga je stvorio Bog.
Crkva je na svojim ekumenskim saborima njegovo učenje proglasila herezom, a međusobni sukobi kršćana oko pitanja Arijeva nauka obilježili su 4. i 5. stoljeće. Arije je umro za jednog progona u Carigradu 336. godine.

## Arijanstvo
Arijanstvo ili arijanizam je jedno od kristoloških učenja i sljedbi u kršćanstvu čiji je začetnik aleksandrijski svećenik Arije (o. 256 – 336). Prema njemu Sin Božji (Krist, Logos) nije suvječan i iste biti s Bogom Ocem. Učenje je osudio I. opći crkveni sabor u Niceji (325.), proglasivši dogmu o istobitnosti Oca i Sina, a Arija ekskomunicirao i protjerao. Kao prognanik u Iliriku, Arije je pridobio za svoje učenje više sljedbenika i biskupa. Arijanstvo se brzo raširilo unatoč osudi, a uz njega pristaje car Konstantin Veliki koji 326. pomiluje Arija. 
Pristaše arijanstva su sirmijski metropoliti Fotin i Germinij, a 351. i 359. održane su četiri sinode u Sirmiju (Srijemska Mitrovica) koje su izglasale tzv. sirmijske arijanske formule. Drugi opći sabor u Carigradu (381.) ponovno je osudio arijanstvo i obnovio nicejsko vjerovanje koje je priznato u čitavoj Crkvi. Arijanstvo tada postaje odvojena sljedba i postupno nestaje u grčko-rimskom stanovništvu. Raširilo se, međutim, među barbarskim narodima (Vandali, Vizigoti, Ostrogoti, Langobardi) i produljilo svoj vijek nekoliko stoljeća.